# Eurasisme

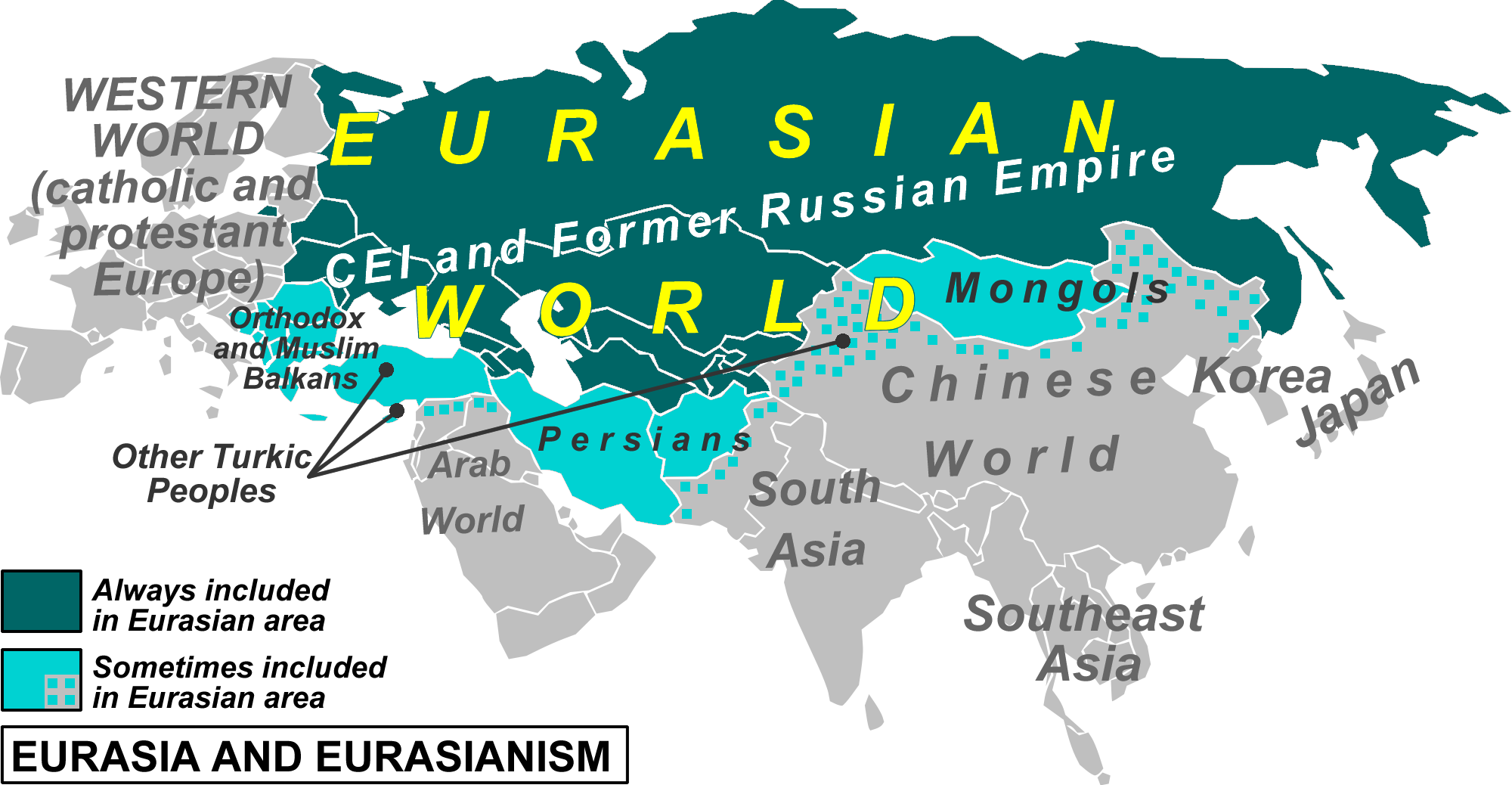
Espace eurasien selon les différentes acceptions de l'eurasisme.

L’eurasisme est une doctrine géopolitique et une idéologie politique néo-impériale russe qui considère l’ensemble formé par la Russie et ses voisins proches, slaves, roumains, grecs ou musulmans, comme une « entité continentale » à part entière, appelée Eurasie. Selon cette conception, l’Eurasie ne désigne plus l’ensemble formé par l’Europe et l’Asie, mais un espace intermédiaire à cheval sur l’Europe et l’Asie fait des territoires ayant anciennement appartenu à l'empire russe et à l'URSS. Cette doctrine prend ses racines dans l'opposition à l'occidentalisation forcée initiée par Pierre le Grand et poursuivie par ses successeurs. On distingue en général l'eurasisme des années 1920 et 1930 qui est théorisé par des intellectuels russes en exil (émigration blanche), et le néo-eurasisme d'après la chute du mur de Berlin, qui amalgame différentes théories géopolitiques et idéologies et qui est popularisé par le théoricien politique Alexandre Douguine. Depuis le début des années 2000, la vision géopolitique de la Russie affichée par ses dirigeants s'inspire pour partie de l'eurasisme.

## Origine
Le philosophe Piotr Iakovlevitch Tchaadaïev introduit dès 1829 cette définition en parlant du peuple russe : « Nous n'appartenons à aucune des grandes familles du genre humain ; nous ne sommes ni de l'Occident ni de l'Orient, et nous n'avons les traditions ni de l'un ni de l'autre… nous appuyant d'un coude sur la Chine et de l'autre sur l'Allemagne nous devrions réunir en nous les deux grands principes de la nature intelligente, l'imagination et la raison… »,.
Tchaadaïev, en se tenant à l'écart de deux civilisations, réduit la Russie à l'état de lacune mais il ne désavouait pas son pays pour autant. Il exprimait seulement sa souffrance d'être Russe. Sa Lettre première. 1829, qui décrit une Russie se tenant hors de l'espace de deux civilisations, choqua beaucoup de lecteurs. Selon Alexandre Herzen, elle ébranla la Russie bien pensante. Tchaadaïev, brillant officier des guerres contre Napoléon, qui tentait de maintenir un équilibre entre l'Orient et l'Occident, est déclaré fou. Il précisa ses réflexions quelques années plus tard dans L'Apologie d'un fou.
Vissarion Belinski et Alexandre Herzen vont compléter la définition de Tchaadaïev en définissant explicitement les caractéristiques opposées de l'Asie et de l'Europe et en rejetant la dimension orientale du territoire russe, sans pour autant la réduire à une dimension purement occidentale.
« Nous sommes cette part d'Europe qui s'étend entre l'Amérique et l'Europe, et pour nous c'est suffisant (A. Herzen) »,.
Mais des opinions différentes sont formulées, à la même époque, par des slavophiles qui revendiquent un caractère spécifique de la Russie. Le comte Sergueï Ouvarov, ministre de l'éducation, développe, à cette fin, les études orientalistes et Mikhaïl Pogodine dresse la liste des différences qui, selon lui, singularisent la Russie du reste de l'Europe.

## Fin de l'Empire
À l'aube du XXe siècle, durant les années 1900-1917, se redéfinit un espoir d'un empire équilibré entre Europe et Asie. Dmitri Mendeleïev, le chimiste mondialement connu pour sa classification périodique des éléments, brosse le portrait d'une Russie d'Europe et d'Asie unie face au « marteau de l'Occident et l'enclume de l'Asie » dans son ouvrage Sur la connaissance de la Russie,. Il prône l'union de la Russie et de la Chine comme meilleure garantie du progrès mondial. La Russie était appelée à jouer un rôle énorme entre l'Orient et l'Occident. Avec l'influent ministre Serge Witte qui partageait ses opinions, il peut être considéré comme un précurseur de l'eurasisme.
Nicolas Berdiaev, quant à lui, espérait que la guerre mondiale favoriserait la jonction entre l'Orient et l'Occident. Mais cette espérance est rapidement ébranlée par les révolutions de 1917.

## Période soviétique
Un regain de pessimisme s'exprime alors après la révolution de 1917, notamment par Vassili Rozanov, qui revient sur les dangers du caractère dual de la Russie dans Apocalypse de notre temps : « En Orient les Russes ont soûlé les Bouriates, les Tchérémisses, les Kirghiz-kaïssaks, ils ont dépouillé l'Arménie et la Géorgie,… tandis qu'en Europe représentés par… Herzen et Bakounine, [ils ont étalé] leurs dépravations raffinées… Aujourd'hui… nous ne sommes ni un peuple oriental ni un peuple occidental, mais simplement une absurdité, mais une absurdité artistique ».
Mais l'asiatisme survécut à la Révolution de 1917 et les théories eurasistes ont été développées par les intellectuels russes de l’émigration (le prince Nikolaï Troubetskoï (linguiste), Piotr Savitskii (géographe-économiste), Georges Florovsky (théologien), Roman Jakobson (linguiste), N. Alexeïev et d’autres. Ceux-ci affirment que l’identité russe était née d’une fusion originale entre les éléments slave et turco-musulman, que la Russie constitue un « troisième continent » situé entre l’Occident (dénoncé comme matérialiste et décadent) et l’Asie. Le livre-manifeste du mouvement est d’ailleurs intitulé Tournant vers l’Orient (Piotr Savitskii, 1921). Contrairement à de nombreux Russes blancs, les eurasistes rejettent tout espoir en une restauration monarchiste. Ils se démarquent ainsi des nationalistes classiques et des slavophiles. Mouvement complexe et hétérogène, il se divise en différents courants. Sans approuver le messianisme marxiste, ils acceptent la réalité du régime soviétique, perçu comme une continuation de l'idée impériale russe. Idéalistes plutôt que matérialistes, ils s'opposent aux interprétations biologisantes et racistes de l'histoire, ainsi qu'à l'antisémitisme et à l'anti-judaïsme. Certains rentreront en URSS, comme D. S. Mirsky, fils d'un éphémère ministre de l'Intérieur du tsar Nicolas II, qui devient victime des « grandes purges » après le décès de Maxime Gorki en 1936. Ceux qui s'opposent à la fois au nazisme et au stalinisme sont également victimes de la répression politique : Piotr Savitskii (cs) fut interné au goulag de 1945 à 1956 puis dans les prisons tchécoslovaques ; Lev Karsavine (ru) meurt en 1952 au goulag ; le prince Troubetskoï, l'un des fondateurs du Cercle linguistique de Prague avec Roman Jakobson, décède en 1938 d'une crise cardiaque peu après une perquisition de la Gestapo.
L'eurasisme aboutit aussi chez certains historiens, tel Lev Goumilev dans les années 1990, à l'idée d'une influence politique, voire sociale, entre la Horde d'or et la Moscovie au XIIIe et XIVe siècles. Cependant, il ne s'agit pas de contacts physiques directs, car la Horde d'or, fondée par les Mongols dans les steppes, était un État qui s'étendait de l'Asie centrale au Caucase. Sa capitale, Saraï, située au sud de la Volga, se trouvait à une distance d'au moins 1000 kilomètres des zones de peuplement slave. De plus, bien que cet État ait été sous-peuplé, la Horde d'or était composée notamment pour une bonne partie de populations d'origine scythe turquisée, et non exclusivement de Tatars.
Il est également important de noter que la partie orientale de l'ancien territoire de la Rus' de Kiev, telle que la Moscovie n'a pas subi d'occupation physique par les Mongols, comme le prouvent à la fois les sources historiques, les recherches archéologiques et les études génétiques,. Il ne s'agissait pas d'une occupation directe, mais plutôt d'une vassalisation théorique, où les dirigeants russes continuaient de gérer les affaires locales. Chaque année, ou de manière régulière, les princes slaves se rendaient à Saraï, parfois accompagnés de leurs propres troupes, pour verser le tribut au Khan et affirmer leur vassalité nominale envers la Horde d'or. Cette relation était officiellement considérée comme une forme de protection ou de garantie pour les princes. Néanmoins, c'étaient eux, ou le grand prince de Moscou, qui fournissaient les hommes en cas de guerre.

## Période post soviétique
Depuis la fin de l’URSS, l'eurasisme a été remis au goût du jour, parfois sous le nom de néo-eurasisme, par un certain nombre d'intellectuels russes dont le plus connu en Occident est le théoricien Alexandre Douguine. L’Eurasie correspond à la partie nord de la région intermédiaire du géopolitologue et turcologue, Dimitri Kitsikis. Une approche similaire se retrouve également dans la théorie du Heartland d’Halford John Mackinder, reprise par Nicholas Spykman.
L’eurasisme est assez répandu en Russie et dans « l’étranger proche » (principalement dans les républiques musulmanes anciennement soviétiques : Kazakhstan, Turkménistan, Tadjikistan, Kirghizistan), dans certains pays d’Europe (par exemple chez les partis pro-russes d’Ukraine ou chez les communistes russophones de Moldavie), en Turquie, en Arménie, en Iran ou chez les anti-talibans d’Afghanistan. Son objectif est l’intégration régionale en Eurasie, qui doit jouer un rôle majeur dans un monde multipolaire. Après la chute de l’URSS, ce courant de pensée a pu avoir une influence sur des structures régionales telles que l’Organisation du traité de sécurité collective puis l’Union eurasienne sur le modèle de l’Union européenne.

## Néo-eurasisme
Le néo-eurasisme d’Alexandre Douguine reprend ces idées mais intègre les visions oppositionnelles de Samuel Huntington et de Halford John Mackinder, par lesquelles Douguine explique l’Histoire.

### Opposition de civilisations
La civilisation thalassocratique, anglo-saxonne, protestante, d’esprit capitaliste, serait, selon Douguine, irréductiblement opposée à la civilisation continentale, russe-eurasienne, orthodoxe et musulmane, d’esprit socialiste. L’Occident, là où le soleil se couche, représente le déclin, la dissolution. L’Eurasie représente la renaissance, c’est le pays des dieux, puisque c’est là que le soleil se lève. Mikhaïl Pogodine affirmait déjà au XIXe siècle : « Non! L'Ouest ne peut se trouver à l'Est et le soleil ne peut se coucher là où il se lève »,.
Mais ce mouvement messianique ne repose jamais sur une cohérence générale. Des nationalistes aux libéraux, des anarchistes aux sociaux démocrates, chacun a son programme messianique. Pour trouver une cohérence à cette analyse introspective il faut se tourner vers Nicolas Berdiaev qui fut le premier historien du débat identitaire russe[non neutre].

### Pour un grand bloc continental
Le but déclaré du mouvement néo-eurasiste est de constituer un grand bloc continental eurasien pour lutter à armes égales contre la puissance maritime « atlantiste », qui représente le « mal mondial », entraînant le monde vers le chaos. Ainsi l’eschatologie se mêle à la géopolitique.
Dans le contexte strictement russe, c’est une sorte de troisième voie qui se présente comme une alternative aussi bien à l’orientation pro-occidentale et libérale qu'à la nostalgie du passé communiste, et qui évite les excès démagogiques du populisme extrémiste et du nationalisme étroit. Douguine définit lui-même son mouvement comme un « centre radical » et comme « le premier parti géopolitique ».[réf. nécessaire]
Le sentiment anti-occidental que semble induire l'eurasisme évolue, selon Nina Bachkatov, vers ce qu'elle appelle l'« a-occidentalisme ». Les dirigeants chinois et russes, par exemple, partagent une même volonté d'intégration dans un monde globalisé. Ils font partie d'un groupe croissant de pays qui n'est pas « anti-occidental » mais « a-occidental », voulant suivre ses propres voies de développement.

### Mouvement international eurasien
En avril 2001, Alexandre Douguine fonde Eurasia, mouvement social politique pan-russe qui donne naissance à Moscou, en novembre 2003, au « Mouvement international eurasiatique », conçu comme une ONG et représenté dans vingt-neuf pays. Depuis le début des années 1990, Alexandre Douguine a trouvé des échos en France. Il s’y est rendu à de multiples reprises pour participer à des colloques politiques ou universitaires. Ses principaux écrits ont été traduits en français et ont été diffusés sous la forme de livres et d’articles. Il est également activement présent sur Internet.

### Eurasie
Le terme Eurasie est couramment employé aujourd'hui. Le néo-eurasisme d'Alexandre Douguine et d'Alexandre Panarine offre une géopolitique spécifique des relations extérieures de la Russie.